# Санту-Алейшу-да-Рештаурасан
Санту-Алейшу-да-Рештаурасан (порт. Santo Aleixo da Restauração; МФА: [ˈsɐ̃.tu ɐ.ˈɫɐj.ʃu dɐ ʁɨʃ.taw.ɾɐ.ˈsɐ̃w]) — парафія в Португалії, у муніципалітеті Мора (Бежа). Розташована в південній частині країни, на теренах історичної португальської провінції Алентежу. Входить до складу округу Бежа. За адміністративним поділом, чинним до 1976 року, терени парафії були складовою провінції Нижнє Алентежу. Належить до Безької діоцезії Католицької церкви. Патрон — святий Олексій. Площа — 179,4991 км². Населення — 793 ос. (2011). Слабо урбанізований регіон. Густота населення — 4,42 осіб/км²
. Код — 021005.

## Населення
| Кількість мешканців | Кількість мешканців | Кількість мешканців | Кількість мешканців | Кількість мешканців | Кількість мешканців | Кількість мешканців | Кількість мешканців | Кількість мешканців | Кількість мешканців | Кількість мешканців | Кількість мешканців | Кількість мешканців | Кількість мешканців | Кількість мешканців |
| ------------------- | ------------------- | ------------------- | ------------------- | ------------------- | ------------------- | ------------------- | ------------------- | ------------------- | ------------------- | ------------------- | ------------------- | ------------------- | ------------------- | ------------------- |
| 1864                | 1878                | 1890                | 1900                | 1911                | 1920                | 1930                | 1940                | 1950                | 1960                | 1970                | 1981                | 1991                | 2001                | 2011                |
| 1299                | 1314                | 2064                | 1907                | 2315                | 2389                | 2387                | 2990                | 3021                | 2490                | 1639                | 1381                | 1086                | 842                 | 793                 |